# حقه‌بازی (مجموعه تلویزیونی)
حقه‌بازی (Deception) یک سریال تلویزیونی درام جنایی امریکایی است که توسط کریس فداک برای ای بی سی ساخته شد. سریال توسط برلانتی پروداکشن و شرکت وی اچ پی تی همکار برادران وارنر تولید شده است. پخش سریال از ۱۱ مارس ۲۰۱۸ شروع شد.
سریال با جک کاتمور-اسکات در نقش کامرون بلک شروع می شود، یک تردست فوق ستاره که پس از نابود شدن به خاطر یک پاپوش به عنوان یک مشاور فریب به اف بی آی ملحق می شود تا در حل پرونده های جنایی به آنان کمک کند.
ایلفنش هادرا، لنورا کریکلو، جاستین چون، لیلا روبینز، آمائوری نولاسکو و وینی جونز نیز در این نمایش درخشیده اند. در سپتامبر ۲۰۱۶ تولید آزمایشی سریال در ای بی سی تصویب شد و در ژانویه ۲۰۱۷ در صف تولید آزمایشی قرار گرفت‌. در اوایل سال ۲۰۱۷ ترکیب بازیگران مشخص شد و فیلمبرداری آزمایشی در مارس ۲۰۱۷ در نیویورک آغاز گردید. در نهایت در می ۲۰۱۷ سریال به طور رسمی در ای بی سی در صف تولید قرار گرفت. در ۱۱ می ۲۰۱۸ ای بی سی پس از یک فصل نمایش را لغو کرد.

## بازیگران و شخصیت ها

### شخصیت های اصلی
- جک کاتمور-اسکات در نقش کامرون بلک، تردست لس آنجلسی است که با اف بی آی در حل پرونده های جنایی کار می کند.[۳] کاتمور-اسکات همچنین ایفای نقش برادر دوقلوی او جاناتان بلک را نیز بر عهده دارد[۴]
- ایلفنش هادرا در نقش کی دانیلز مامور ویژه و سخت کوش اف بی آی است که همراه با بلک یک تیم را تشکیل می دهد[۵]
- لنورا کریکلو در نقش دنیا کلارک تهیه کننده و هنرمند چهره پرداز بلک است[۶]
- جاستین چون در نقش جردن وون یک تردست خیابانی است که با تیم بلک کار می کند[۷]
- لیلا روبینز در نقش دیکنز یک مامور ویژه اف بی آی و فرمانده واحد دانیلز و آلوارز است
- آمائوری نولاسکو در نقش مایک آلوارز یک مامور درجه یک اف بی آی است که از طرفداران تردستی و به ویژه کامرون بلک است[۶]
- وینی جونز در نقش گانتر گاستافسن به عنوان بزرگترین طراح فریب دنیا اعلام ورود می کند[۸]

### شخصیت های فرعی
- استفانی کورنلیوسن در نقش زن مرموز گذشته کامرون به عنوان جادوگری با چشمانی جادویی شناخته می شود[۹]
- نارن ویس در نقش دکر، سلاح رویایی زن مرموز است.
- ایوان پارک در نقش وینسلو، یک زندانی است که جاناتان را به کارهای عجیب مجبور می کند.
- بیلی زین در نقش سوییچ، هنرمندی است که به زن مرموز گره خورده است.
- تنک ساید در نقش لانس بائر

### شخصیت های میهمان
- برت دالتون در نقش ایزاک واکر مامور سیا که گذشته رومانتیک با کی دانیلز داشته است[۱۰]
- جک دونپورت در نقش سباستین بلک پدر کامرون و جاناتان
- ماریو فن پیبلز در نقش بروس کرنر